# Tiepo
Tiepo är en ort i Kina. Den ligger i provinsen Hunan, i den södra delen av landet, omkring 270 kilometer väster om provinshuvudstaden Changsha. Antalet invånare är 800.
Runt Tiepo är det ganska tätbefolkat, med 230 invånare per kvadratkilometer. Närmaste större samhälle är Longtan, 16,4 km öster om Tiepo. I omgivningarna runt Tiepo växer i huvudsak blandskog.
Genomsnittlig årsnederbörd är 1 942 millimeter. Den regnigaste månaden är maj, med i genomsnitt 306 mm nederbörd, och den torraste är december, med 60 mm nederbörd.